# And 1
And 1 è una produttrice di scarpe da ginnastica specializzata in scarpe e abbigliamento da basket. Fondata nel 1993, il suo quartier generale negli USA è situato ad Aliso Viejo, in California.
Il nome della compagnia deriva da una popolare frase dei telecronisti di basket americani. Quando un giocatore subisce fallo mentre sta tirando, segna il tiro ed è premiato con un tiro libero supplementare, il telecronista dice "And one!" ("più uno!").
La compagnia mantiene un'immagine sfacciata con le proprie t-shirt piene di frasi in slang americano, ad esempio "I'm going to the rack now, tell your mom I'll be over later", "shut your mouth unless you want a taste" e "get up so I can bust you again".
L'And 1 mantiene una squadra di giocatori di streetball, che include giocatori come Helicopter, Hot Sauce, Bad Santa, The Assassin, Springs, Go Get It, 8th Wonder, Escalade, Baby Shack, The Professor e AO. Ogni anno i migliori giocatori della squadra dell'And 1 girano l'America cercando di reclutare nuovi talenti dello streetball. Nel fare questo, mettono a punto un video chiamato Mixtape dove vengono messe tutte le performance migliori dei giocatori durante le partite. Questo Mixtape viene pubblicato ogni anno in DVD e VHS, ed ha dato il via a una serie televisiva chiamata "Streetball" che è andata in onda su ESPN e ESPN 2. Questa serie è anche chiamata AND1 Mixtape Tour, dove le stelle dell'And 1 girano di città in città per cercare nuovi giocatori da aggiungere alla squadra.
L'And 1 fa da sponsor a giocatori come Monta Ellis, Marquis Daniels, Mike James e Steve Blake.